# Tatars de la Volga
Les Tatars de la Volga sont un peuple turc originaire de la région de la Volga. Divisés en plusieurs sous-groupes, ils constituent la deuxième plus grande ethnie de Russie et 53 % de la population du Tatarstan.

## Histoire

### Famine au Tatarstan
Cette famine a fait 2 millions de morts, et a décimé la moitié de la population tatare.

## Sous groupes

### Tatars de Kazan
Les Tatars de Kazan constituent le sous groupe majeur des Tatars de la Volga, et l'essentiel de la population Tatars du Tatarstan. Ils habitent traditionnellement sur la rive gauche de la Volga.
Durant la première moitié du VIIIe siècle, l'invasion des Khazars force les Bulgares à quitter les plaines de la mer d'Azov pour rejoindre les rives de Volga et la région de la basse Kama. Entre le Xe et le XIIIe siècle, des peuplades turques, notamment les Kipchaks, partent du sud de la Sibérie vers l'Europe. Ils jouent un rôle significatif dans l'Invasion mongole de la Rus' du XIIIe siècle[Lequel ?]. Les Tatars de la Volga sont issus du mélange entre ces différents peuples avec ceux habitants déjà les rives de la Volga. Le dialecte kipchak domine et le peuple devient musulman.
Dans les années 1500, plusieurs États tatars se sont formés à la suite du démembrement de la Horde d'or : les khanats de Kazan, d'Astrakhan, de Sibir et de Crimée.

### Mishars
Les Mishars composent un tiers de la population des Tatars de la Volga. Ils parlent un dialecte tatar, le mishar.
Ce sont des descendants des tribus Coumans et Kipchaks mélangés avec les Burtas. Ils habitent dans les oblasts de Tcheliabinsk, Oulianovsk, Penza, Riazan et Nijni Novgorod, au Tatarstan, en Bachkirie et en Mordovie.

### Tatars de Qasím
La capitale des Tatars de Qasím est Kassimov, dans l'Oblast de Riazan. Leur ethnie compte environ 1 100 personnes, toutes vivant dans la capitale[réf. nécessaire].

### Tatars de Noqrat
Les Tatars de Noqrat vivent en Oudmourtie et dans l'Oblast de Kirov. Ils étaient environ 15 000 dans les années 1920[réf. nécessaire].

### Tatars de Perm
Ils vivent dans le Kraï de Perm. Ils sont parfois appelés Tatars Ostiaks[réf. nécessaire]. Leur population était estimée à 130 000 en 2002[réf. nécessaire].

### Kriachens
Depuis 1552, la Russie a entamé une politique de christianisation des Tatars. Les convertis sont appelés Kriachens .
La plupart ont été convertis de force par Ivan le Terrible au XVIe siècle, et plus tard au XVIIIe siècle.
Ils vivent actuellement dans toute la région de la Volga.

## Culture

### Cuisine
1. Öçpoçmaq